# 新世紀福音戰士：碇真嗣育成計畫
《新世紀福音戰士 碇真嗣育成計畫》是日本動畫《新世纪福音战士》所衍生之遊戲軟體。由动画的制作公司GAINAX制作，于2004年9月24日在日本发行。光譜資訊于2005年8月27日发行國際中文版。遊戲不僅有養成遊戲的特色，還有詳實的劇情和戰鬥。并由高橋脩改编成少年漫畫。

## 故事概要
居住在第三新東京市的中學生碇真嗣一直和身為人工進化研究所領導者的雙親生活，每天也和同為青梅竹馬的惣流·明日香·蘭格雷一起上學，以及和同學們一起打打鬧鬧。某天，真嗣在回家途中遇見了一位有著不可思議氣息的少女綾波零，本來以為兩人只是單純見個面而已，真嗣卻沒想到她是母親碇唯的遠親，而且零還要住在他家！於是，圍繞著這群青少年的戀愛故事就這麼開始了……

## 登場人物

### 第三新東京市立第一中學
碇真嗣
14歲，本篇男主角，和TV版不同之處在於其雙親均健在，性格也與TV版有些許差異。但有比較大的改變是這個版本的真嗣潔癖很重，被迫搬到葛城美里家時還要求美里陪他一起打掃。
除此之外，他也很擅長家事，甚至有時候明日香的晚餐還是他負責的。
有著在上課時偷偷寫小說的嗜好，但曾經被美里抓包過。
綾波零
14歲，女主角之一，於本作的設定中是碇唯的遠親，性格則以TV版最後一話中登場的「學園EVA」為準。來到第三新東京市的原因是為了碇源堂與唯的實驗。
由於小時候被同學孤立，因此在登場初期不太能看到她的笑容，更因為害怕孤獨而導致在一場實驗中出了差錯。
對於做菜不太在行。
惣流·明日香·蘭格雷
14歲，女主角之一，真嗣的青梅竹馬，不過在本作中無法確定她是否姓蘭格雷。雙親是人工進化研究所的職員，因此和住附近的真嗣也在很小的時候就認識了。
和貞本義行畫的漫畫版一樣有表裏不一的表現，在大人或不認識的人面前就會裝做乖小孩的模樣，但在同學面前就會露出本性。
霧島真名
14歲，轉學生，第一天轉學就對真嗣積極進攻，讓零和明日香感到十分嫉妒，性格和遊戲《鋼鐵戀人》相同。
鈴原冬二
真嗣的同班同學。不同於TV版一開始對真嗣不爽的狀況，本作中的冬二和真嗣相處得十分融洽，可說是真嗣的損友。由於功課不在行，因此經常和真嗣借筆記來抄，卻仍然是科科不及格的狀況。
相田劍介
真嗣的同班同學，性格和TV版相同。
洞木光
真嗣班級的班長，和TV版有著相同的性格。在第三集初，她和冬二開始約會。
葛城美里
真嗣的班導師，個性和TV版一樣隨性。父親是人工進化研究所草創時期的成員，於數年前失蹤；但也因為這層關係，美里認識了不少研究所中的成員，有時甚至會跑過來幫他們工作。
加持良治
真嗣班級的體育老師，不改漫畫版中在室內也抽菸的行徑，甚至有被源堂教訓過（要求他不要傷害學生的健康）。除了擔任老師外，也有幫源堂他們打聽一些消息。
赤木律子
第一中學的保健室老師，實際的身分是SEELE派來調查人工進化研究所的間諜。跟原作一樣喜歡源堂。在第五集運動會時，被綾波零以「超過30歲的單身女性」為由抓去參加借物競賽，但律子本人完全不知情。
伊吹摩耶
第一中學的老師，在本作中一樣是律子的學妹。在第三集出現，由於是個菜鳥所以被學生鬧著玩，還被真嗣推倒吃豆腐，之後去找律子哭訴。
日向誠、青葉陸
第一中學的老師。兩人的地位都是徹底的「路人」（跑龍套），比冬月還沒存在感，從第一集之後就沒在本篇故事中出現了。
渚薰
繼零之後轉入學校的轉學生，轉學第一天就對真嗣展開猛烈攻勢，讓零和明日香感到憂心不已。
是SEELE派出來試圖阻撓源堂和唯的實驗的人，目前是暫住在律子的家中。

### 人工進化研究所
本作的「人工進化研究所」在原本EVA的設定中是NERV的前身。
碇源堂
真嗣的父親，人工進化研究所所長，和TV版的冷徹性格不同，本作的源堂不僅對真嗣多加關心（像是摟抱真嗣之類的舉動），還是個很怕妻子的丈夫，甚至常有脫線行徑。對於碇唯以外的女性常造成誤會，導致自己被碇唯修理的下場。
碇唯
真嗣的母親，人工進化研究所的成員，但在所內地位幾乎等同於副所長，也是個關心自己兒子的母親，故事中經常有她教訓脫線源堂的情節。
冬月耕造
人工進化研究所的副所長，在故事中對其著墨不多。個性上較原作拖格。
阿賀野楓
人工進化研究所的職員，負責和受實驗者進行通訊，也是真嗣和明日香進行實驗時的講師，擅長空手道。
大井五月
和阿賀野一樣是人工進化研究所的職員，工作也和阿賀野相同，因此在阿賀野忙碌的時候會來幫忙。
最上葵
惣流‧恭子‧齊柏林
明日香的母親，和唯等人是同事，也因為工作關係而忙碌不太常和明日香相處，同樣在本作中無法確定她是否有齊柏林的姓氏（不過書皮中有提到她的齊柏林姓氏），模樣以貞本義行的漫畫版為準。
由於其長時間和明日香分離，一直有把明日香當成七八歲小孩子的傾向。

## 漫畫
漫畫版是日本漫畫家高橋脩根據Gainax、Khara原作的同名遊戲軟體中的《校園篇》改編而成。本作雖然是以遊戲為主體，但在劇情的安排上不時可以看到一些向電視動畫版的情節致敬的橋段。
| 冊數 | 角川書店       | 角川書店               | 台灣角川       | 台灣角川              |
| 冊數 | 發售日期       | ISBN                   | 發售日期       | ISBN                  |
| ---- | -------------- | ---------------------- | -------------- | --------------------- |
| 1    | 2006年3月23日  | ISBN 978-4-04-713801-8 | 2008年4月22日  | ISBN 978-986-174598-5 |
| 2    | 2006年7月21日  | ISBN 978-4-04-713838-4 | 2008年4月23日  | ISBN 978-986-174664-7 |
| 3    | 2007年6月18日  | ISBN 978-4-04-713935-0 | 2008年7月25日  | ISBN 978-986-174741-5 |
| 4    | 2007年8月23日  | ISBN 978-4-04-713960-2 | 2008年12月26日 | ISBN 978-986-174914-3 |
| 5    | 2008年3月22日  | ISBN 978-4-04-715030-0 | 2009年5月12日  | ISBN 978-986-237109-1 |
| 6    | 2008年10月22日 | ISBN 978-4-04-715098-0 | 2009年10月14日 | ISBN 978-986-237335-4 |
| 7    | 2009年3月21日  | ISBN 978-4-04-715206-9 | 2010年1月9日   | ISBN 978-986-237485-6 |
| 8    | 2009年6月24日  | ISBN 978-4-04-715258-8 | 2010年4月24日  | ISBN 978-986-237628-7 |
| 9    | 2009年12月19日 | ISBN 978-4-04-715347-9 | 2010年7月16日  | ISBN 978-986-237736-9 |
| 10   | 2010年5月21日  | ISBN 978-4-04-715456-8 | 2010年11月27日 | ISBN 978-986-237953-0 |
| 11   | 2011年2月22日  | ISBN 978-4-04-715624-1 | 2011年8月24日  | ISBN 978-986-287321-2 |
| 12   | 2011年9月21日  | ISBN 978-4-04-715737-8 | 2012年4月18日  | ISBN 978-986-287674-9 |
| 13   | 2012年5月23日  | ISBN 978-4-04-120253-1 | 2012年12月21日 | ISBN 978-986-325121-7 |
| 14   | 2012年11月21日 | ISBN 978-4-04-120489-4 | 2013年8月21日  | ISBN 978-986-325513-0 |
| 15   | 2013年8月22日  | ISBN 978-4-04-120836-6 | 2014年5月9日   | ISBN 978-986-325947-3 |
| 16   | 2014年6月26日  | ISBN 978-4-04-101746-3 | 2015年3月18日  | ISBN 978-986-366408-6 |
| 17   | 2014年11月26日 | ISBN 978-4-04-101747-0 | 2015年9月9日   | ISBN 978-986-366722-3 |
| 18   | 2016年5月26日  | ISBN 978-4-04-101748-7 | 2017年4月26日  | ISBN 978-986-473627-0 |

## 註解
1. ↑  . 巴哈姆特電玩資訊站.   [2018-04-12]. （原始内容存档于2018-04-12）.
2. ↑  . 巴哈姆特電玩資訊站.   [2018-04-12]. （原始内容存档于2018-04-12）.

## 外部連結
- GAINAX官方網頁